# Gesetzesstaat
Der Begriff Gesetzesstaat (oder Gesetzgebungsstaat) wird vor allem von Vertretern eines materiellen Rechtsstaats-Verständnisses verwendet, um – in der Regel abwertend und eher beiläufig – auf das Bezug zu nehmen, was von anderen oder in elaborierteren Formulierungen als „formeller Rechtsstaat“ bezeichnet wird:

„Die bloß formale Bindung der Staatsgewalt an das Gesetz reicht offensichtlich nicht aus, um den Rechtsstaat zu bewahren. Hinzutreten muss die inhaltliche Bindung an eine höherrangige Wertordnung, zum Beispiel an das Naturrecht. Das formale Prinzip des Gesetzesstaates muss ergänzt werden durch das inhaltliche, materielle Rechtsstaatsprinzip.“

„Der formelle Rechtsstaat kann insoweit zusammenfassend und verkürzt als ‚Gesetzesstaat’ bezeichnet werden.“

Auffällig ist dabei, dass diese Verwendungsweise sowohl vorkam, um die Weimarer Republik als Gesetzesstaat abzuwerten und für das nationalsozialistische Deutschland zu beanspruchen, ein Rechtsstaat zu sein (Lange 1934, 3; Schmitt 1934, 714; vgl. den Artikel Rechtsstaatsverständnis im Nationalsozialismus) als auch umgekehrt, um den NS- als Gesetzesstaat zu kritisieren: „Der Rechtsstaat wurde [unter den Nationalsozialisten] Gesetzesstaat, und das Gesetz konnte jeden Inhalt annehmen, auch den des Unrechts.“
Von Vertretern eines formellen Rechtsstaats-Verständnisses wird dagegen selten von „Gesetzesstaat“ oder „Gesetzgebungsstaat“ gesprochen, um ihre eigene Position affirmativ so zu bezeichnen. Erst neuerdings wurde vorgeschlagen, „für eine liberale Staatskonzeption – analog zur angelsächsischen rule of law und dem französischen État légal – den Begriff des demokratischen Gesetzesstaates zu verwenden“.
Demgegenüber ist allerdings für die deutsche juristische und rechtspolitische Diskussion zu berücksichtigen, dass nicht nur konservative, sondern vielfach auch liberale und linke politische Positionen unter Berufung auf ein substantialistisches, überpositives Rechts-Verständnis vertreten werden.
In Österreich beschrieb René Marcic den Weg Vom Gesetzesstaat zum Richterstaat als eine positiv zu wertende Entwicklung.